# Melitaea posticemediocrasse
Melitaea posticemediocrasse är en fjärilsart som beskrevs av Ruggero Verity 1950. Melitaea posticemediocrasse ingår i släktet Melitaea och familjen praktfjärilar. Inga underarter finns listade i Catalogue of Life.